# Zuidhorn (gemeente)

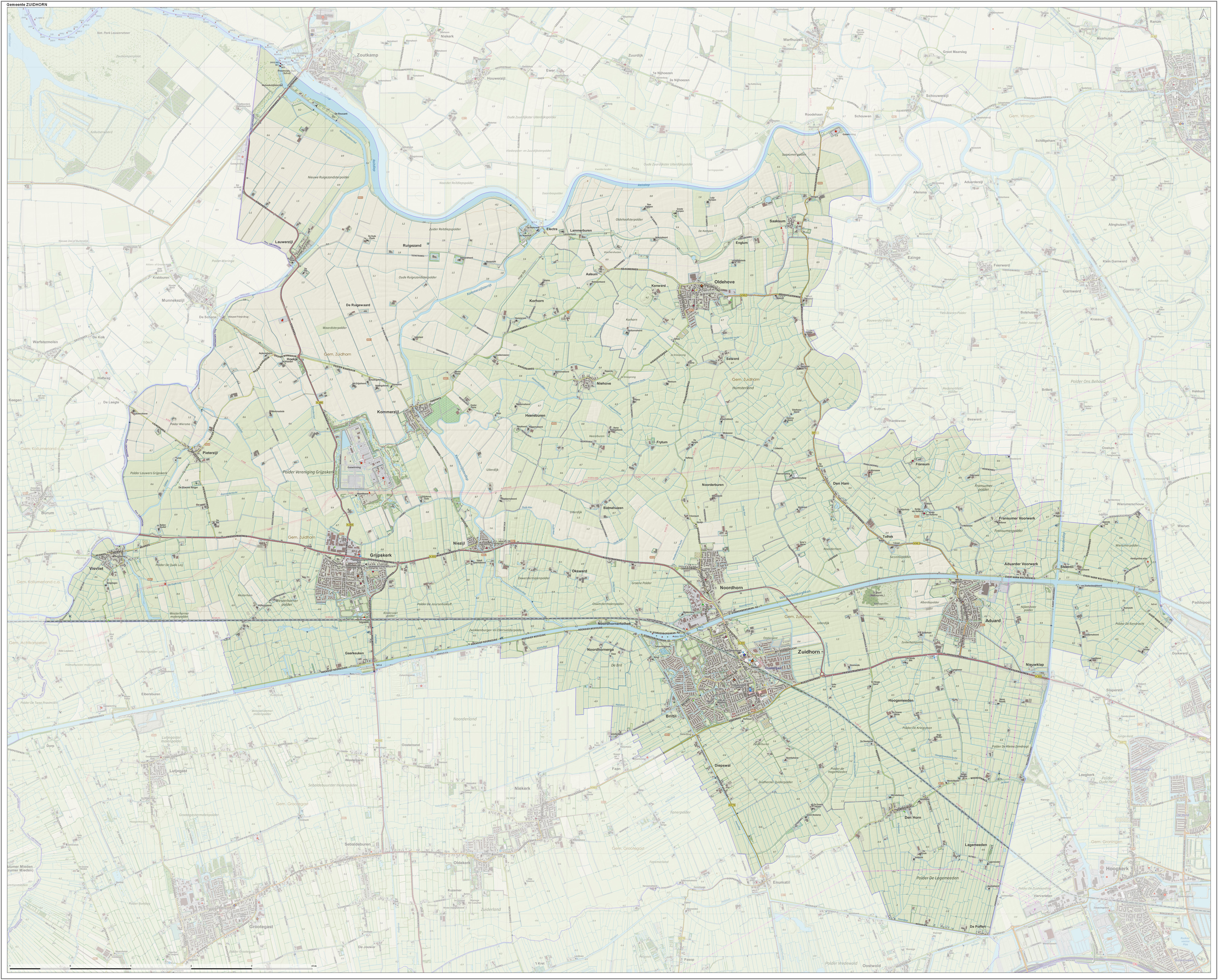
Topografische gemeentekaart van Zuidhorn, september 2017

Zuidhorn (uitspraakⓘ) (Gronings: Zuudhörn) is een voormalige gemeente in de provincie Groningen in Nederland die op 1 januari 2019 is opgegaan in de gemeente Westerkwartier, samen met de gemeentes Marum, Grootegast en Leek. De hoofdplaats was het gelijknamige dorp Zuidhorn. Op 31 december 2018 telde de gemeente 19.066 inwoners.

## Algemeen
Tot 1990 bestond de voormalige gemeente Zuidhorn uit het hoofddorp, Noordhorn en Briltil, alsmede de gehuchten De Poffert, Diepswal, Noorderburen, Noordhornerga, Noordhornertolhek en Okswerd. Op 1 januari 1990 werd de gemeente samengevoegd met de gemeentes Aduard, Grijpskerk en Oldehove tot een nieuwe gemeente Zuidhorn. De vier voormalige gemeentes bleven zichtbaar in de gemeentevlag, in de vorm van vier groene 'zwanen'. De samenvoeging was destijds een moeizaam proces.
De gemeente maakte geografisch en economisch deel uit van het Westerkwartier en was van oorsprong vooral op de landbouw gericht. Door de aansluiting op de op 1 juni 1866 geopende spoorlijn Leeuwarden – Groningen, de wegverbinding (N355) en de toegenomen automobiliteit, het afnemen van het aantal arbeidsplaatsen in de landbouw en het door de provincie Groningen aanwijzen van het dorp Zuidhorn als groeikern (na 1960) werd de gemeente steeds meer een forensengemeente gericht op vooral de stad Groningen.
Het dorp Zuidhorn is daardoor relatief veel sterker gegroeid dan de andere kernen binnen het gebied en de bevolking is er relatief gezien hoger opgeleid. Zuidhorn was een relatief welvarende gemeente, mede doordat er een aardgasveld en een geschikte grondlaag voor de opslag van dit gas is aangetroffen ten noorden van het dorp Grijpskerk, wat aanleiding was voor de NAM voor de exploitatie van dit veld en de plaatsing van een opslagfaciliteit voor het opvangen van korte pieken in het gasverbruik.
Binnen de gemeente lag het oude cultuurlandschap Humsterland, samen met het Winsumer cultuurlandschap Middag ook wel aangeduid als Middag-Humsterland. Dit gebied ligt rond en boven het dorp Oldehove en is het oudste cultuurlandschap van West-Europa. Het werd in 2007 aangewezen als Nationaal Landschap en staat op de nominatie voor de UNESCO-werelderfgoedlijst.

### Herindeling in de gemeente Westerkwartier
Vanuit andere gemeenten werden voorstellen gedaan tot het fuseren van de gemeente met ofwel de gemeenten Grootegast, Marum en Leek of alleen met de gemeente Grootegast. In oktober 2008 verklaarde toenmalig burgemeester Fennema echter dat "Zuidhorn de komende 10 jaar niet zou samengaan". Wel wilde de gemeente nauwer gaan samenwerken met andere gemeenten.
In 2013 werd op basis van het advies Grenzeloos Grunnen in de provincie Groningen een traject gestart richting een gemeentelijke herindeling. Hierin werd voorgesteld om in het Westerkwartier te komen tot één gemeente, bestaande uit de gemeenten Grootegast, Leek, Marum en Zuidhorn. Deze gemeente werd op 1 januari 2019 inderdaad gevormd, waarmee de gemeente Zuidhorn werd opgeheven.

## Indeling
De voormalige gemeente Zuidhorn (1990-2019) omvatte de volgende plaatsen en gehuchten:
Plaatsen
| Naam       | Inwoners |
| ---------- | -------- |
| Aduard     | 2.285    |
| Briltil    | 429      |
| Den Ham    | 276      |
| Den Horn   | 432      |
| Grijpskerk | 2.820    |
| Kommerzijl | 582      |
| Lauwerzijl | 226      |
| Niehove    | 285      |
| Niezijl    | 472      |
| Noordhorn  | 1.566    |
| Oldehove   | 1.659    |
| Pieterzijl | 222      |
| Saaksum    | 103      |
| Visvliet   | 384      |
| Zuidhorn   | 6.878    |

Gehuchten
Aalsum, Balmahuizen, Barnwerd, De Kampen, De Poffert, Diepswal, Electra, Englum, Fransum, Frytum, Gaaikemadijk, Gaaikemaweer, Gaarkeuken, Heereburen, 't Hoekje, Hoogemeeden, Ikum, Kenwerd, Kievitsburen, Korhorn, Lagemeeden, Lammerburen, Nieuwbrug, Nieuwklap, Noorderburen, Noordhornerga, Noordhornertolhek, Okswerd, Pama, Ruigewaard, Ruigezand, Selwerd, Spanjaardsdijk, Steentil en Wierumerschouw (gedeeltelijk).

## Aangrenzende gemeenten
| Aangrenzende gemeenten | Aangrenzende gemeenten | Aangrenzende gemeenten | Aangrenzende gemeenten | Aangrenzende gemeenten |
| ---------------------- | ---------------------- | ---------------------- | ---------------------- | ---------------------- |
|                        |                        | De Marne               |                        | Winsum                 |
|                        |                        |                        |                        |                        |
| Noardeast-Fryslân      | Groningen              |                        |                        |                        |
|                        |                        |                        |                        |                        |
| Achtkarspelen          |                        | Grootegast             |                        | Leek                   |

## Openbaar vervoer
De gemeente Zuidhorn was sinds 1866 gelegen aan de spoorlijn Leeuwarden – Groningen, met Station Grijpskerk en Station Zuidhorn. Buslijnen in de voormalige gemeente zijn:
- lijn 1: Groningen - Reitdiephaven - Zernike - Aduard - Zuidhorn
- lijn 30: Zuidhorn - Noordhorn - Niezijl - Grijpskerk - Visvliet - Burum - Munnekezijl
- lijn 31: Belbus: Zuidhorn - Enumatil - De Poffert - Hoogkerk (P+R)
- lijn 32: Zuidhorn - Noordhorn - Niezijl - Kommerzijl - Munnekezijl
- lijn 35: Groningen - Aduard - Oldehove
- lijn 39: Groningen - Zuidhorn - Grootegast - Surhuisterveen
- lijn 98: Buurtbus Leek - Tolbert - Niekerk - Oldekerk - Sebaldeburen - Grootegast - (Doezum)
- lijn 637: Zuidhorn (station) - Noordhorn - Niezijl - Grijpskerk - Kommerzijl - Munnekezijl - Zoutkamp (scholierenlijn)
- lijn 638: Zuidhorn (station) - Noordhorn - Niezijl - Grijpskerk - Gaarkeuken - Sebaldeburen - Grootegast (scholierenlijn)
- lijn 639: Groningen - Hoogkerk - Enumatil - Zuidhorn - Niekerk - Oldekerk - Sebaldeburen - Grootegast (scholierenlijn)

## Politiek

### College van B en W
Het laatste college van burgemeester en wethouders in Zuidhorn bestond uit:
Burgemeester: G. (Greetje) de Vries-Leggedoor (CDA) (wnd)
Wethouder F. M. (Fred) Stol (CDA)
Wethouder H. (Bert) Nederveen (ChristenUnie)
Wethouder H.A. (Henk) Bakker (GroenLinks)
Het college van burgemeester en wethouders in Zuidhorn bestond in de periode 2010-2014 uit de burgemeester L.K. Swart (CDA) en de wethouders J. (Jan) Oomkes (PvdA), H. (Bert) Nederveen (ChristenUnie) en F. M. (Fred) Stol (CDA)

### Gemeenteraad
De gemeenteraad van Zuidhorn bestond uit 17 zetels. Hieronder staat de samenstelling van de gemeenteraad sinds 1994:
| Gemeenteraadszetels | Gemeenteraadszetels | Gemeenteraadszetels | Gemeenteraadszetels | Gemeenteraadszetels | Gemeenteraadszetels | Gemeenteraadszetels |
| Partij              | 1994                | 1998                | 2002                | 2006                | 2010                | 2014                |
| ------------------- | ------------------- | ------------------- | ------------------- | ------------------- | ------------------- | ------------------- |
| CDA                 | 4                   | 5                   | 6                   | 4                   | 4                   | 4                   |
| ChristenUnie*       | 4                   | 4                   | 3                   | 4                   | 4                   | 4                   |
| GroenLinks          | 1                   | 1                   | 2                   | 3                   | 3                   | 3                   |
| PvdA                | 3                   | 4                   | 4                   | 4                   | 3                   | 2                   |
| D66                 | 2                   | -                   | -                   | -                   | 1                   | 2                   |
| VVD                 | 3                   | 3                   | 2                   | 2                   | 2                   | 2                   |
| Totaal              | 17                  | 17                  | 17                  | 17                  | 17                  | 17                  |

- De ChristenUnie werd in 1994 en 1998 vertegenwoordigd door het GPV, een van haar voorgangers.

## Cultuur

### Monumenten
In de voormalige gemeente zijn er een aantal rijksmonumenten en oorlogsmonumenten, zie:
- Lijst van rijksmonumenten in Westerkwartier
- Lijst van oorlogsmonumenten in Westerkwartier

### Kunst in de openbare ruimte
In de voormalige gemeente zijn diverse beelden, sculpturen en objecten geplaatst in de openbare ruimte, zie:
- Lijst van beelden in Westerkwartier